# Leistungszuschlag (Pflege)
Mit Leistungszuschlag wird in der Pflegeversicherung ein Zuschuss für Pflegebedürftige in vollstationärer Versorgung bezeichnet, der Heimbewohnende finanziell entlasten soll. Die Höhe des Zuschusses hängt davon ab, wie lange die pflegebedürftige Person bereits in Pflegeheimen lebt.
Im Juni 2021 hatte der Bundestag eine neue Pflegereform beschlossen. Eines der Ziele war es, Personen in vollstationärer Pflege finanziell zu entlasten. Seit 1. Januar 2022 beteiligt sich die Pflegekasse mit einem Leistungszuschlag am Eigenanteil der Pflegekosten. Die Höhe des Zuschusses richtet sich danach, wie lange bisher Leistungen der vollstationären Pflege in Anspruch genommen wurden, und steigt mit zunehmender Dauer des Heimaufenthalts. Je länger der Bewohnende in Einrichtungen der vollstationären Pflege lebt, desto geringer wird sein Eigenanteil. Im Juni 2023 billigte der Bundesrat das Pflegeunterstützungs- und -entlastungsgesetz und erhöhte den Zuschuss mit Wirkung zum 1. Januar 2024 auf die folgenden Werte:
- 15 Prozent des Eigenanteils an den Pflegekosten, wenn eine Person bis zu 12 Monate in einem Pflegeheim lebt[1].
- 30 Prozent des Eigenanteils an den Pflegekosten, wenn eine Person mehr als 12 Monate in einem Pflegeheim lebt,
- 50 Prozent des Eigenanteils an den Pflegekosten, wenn eine Person mehr als 24 Monate in einem Pflegeheim lebt, und
- 75 Prozent des Eigenanteils an den Pflegekosten, wenn eine Person mehr als 36 Monate in einem Pflegeheim lebt.

Der Zuschuss wird nur bei Vorliegen der Pflegegrade 2 bis 5 gewährt. Heimbewohnende mit Pflegegrad 1 können den Zuschuss daher nicht in Anspruch nehmen. Außerdem wird der Zuschuss nur Personen gewährt, die sich in einer vollstationären Pflegeeinrichtung befinden. 
Der Zuschuss gilt nur für den Eigenanteil an den Pflege- und Ausbildungskosten, nicht für die Kosten für Unterkunft, Verpflegung und Investitionskosten, die weiterhin vom   Heimbewohnenden komplett selbst getragen werden müssen.

## Weblink
- Leistungszuschlag vollstationäre Pflege